# Plagiomnium kawadei
Plagiomnium kawadei là một loài Rêu trong họ Mniaceae. Loài này được (S. Okamura) Z. Iwats. mô tả khoa học đầu tiên năm 1970.